# Martin Fiedler
Martin Fiedler, né en 1978, est un astronome amateur allemand.
Le Centre des planètes mineures le crédite de la découverte de cinq astéroïdes numérotés entre 2005 et 2007.
| (149884) Radebeul        | 9 septembre 2005 |
| (157491) Rüdigerkollar   | 8 septembre 2005 |
| (236111) Wolfgangbüttner | 7 septembre 2005 |
| (319227) Erichbär        | 9 janvier 2006   |
| (400309) Ralfhofner      | 14 octobre 2007  |